# Keren Subregion
Keren Subregion är ett distrikt i Eritrea.   Det ligger i regionen Ansebaregionen, i den centrala delen av landet, 70 km nordväst om huvudstaden Asmara.